# Danitsia Sahadewsing
Danitsia Sahadewsing is een Surinaams zangeres. Ze trad op met Buju Banton, Beenie Man, The Suri All StarZz en Las DiVas. In 2020 behaalde ze een nummer 1-hit met de Lockdown medley.

## Biografie
Sahadewsing begon op achtjarige leeftijd met zingen. Ze is moeder van twee kinderen. Rond 2020 werkt ze naast haar muziekcarrière op het kabinet van de president.
Ze zong 12 jaar lang voor Buju Banton en 24 jaar voor Beenie Man. Ze zong twee keer een lied van Harold Gessel tijdens SuriPop (XV in 2008 en XVIII in 2014) en deed ook een keer mee als achtergrondzangeres. Ze deed meermaals mee aan songfestivals en behaalde daar hoge noteringen, waaronder als twaalfjarige toen ze eerste werd tijdens The Great Music Experience Soundmixshow, de voorloper van Youth Voice.
Daarnaast trad ze begin jaren 2010 toe tot The Suri All StarZz. Deze muziek- en dansgroep werd tijdens een tour van The Mighty Youth in Nederland gestart en bij terugkeer traden zij en Denvelo toe.
Sinds mei 2014 was ze een van Las DiVas, een vijfkoppige meidengroep die werd opgericht door Conchita Berggraaf en muzikaal begeleid werd door Desire. De groep werd in 2016 uitgeroepen tot Beste allround band tijdens de Summer Awards. Las DiVas bleven tot circa 2017 bij elkaar.
In 2020 bracht ze het nummer Lockdown medley uit, wat haar grootste hit werd met plaats 1 op Radio Boskopu. Het nummer zong ze voor Stichting Sumuent waarvoor ze zingende boodschappen opneemt in verband met de veiligheidsmaatregelen tijdens de coronacrisis.
Ze werd uitgeroepen tot Beste vrouwelijke zangeres van 2020 door de omroep Apintie.
In juli 2021 verscheen haar nieuwe single Soso yu lobi (Alleen jouw liefde).